# Henri Michaux
Henri Michaux (Namur, 24 de maio de 1899 - Paris, 18 de outubro de 1984) foi um escritor, poeta e pintor belga de expressão francesa, que obteve a nacionalidade francesa em 1955. Explorou o eu interior e o sofrimento humano através de sonhos, fantasias e experiências com drogas.

## Vida e obra
Michaux era filho de um advogado católico. Foi educado em Putte-Grasheide, e num colégio jesuíta em Bruxelas. Michaux pretendia tornar-se padre mas o seu pai dissuadiu-o. Após uma crise religiosa, Michaux começou estudos médicos na universidade de Bruxelas. Revoltando-se contra os desejos de seus pais, desistiu de estudar e viajou pelas Américas do Norte e do Sul como fogueiro de um navio da marinha mercante francesa.
É por volta desta época que a descoberta de Lautréamont o leva a escrever. Publica Cas de folie circulaire em 1922, um primeiro texto que dá já uma ideia do seu estilo. De seguida, os escritos sucedem-se (Rêves et la Jambe em 1923, Qui je fus em 1927...) e os estilos multiplicam-se. Em 1923 Michaux começou escrever para a revista Le Disque Vert de Franz Hellens. Quando seus pais mostraram que desaprovavam do seu estilo de vida, mudou-se para Paris.
Para ganhar a vida, Michaux trabalhou como professor e secretário. Começou a pintar - tornou-se especialmente interessado nos trabalhos de Paul Klee, Max Ernst, Giorgio De Chirico e Salvador Dali. Encorajado por Jean Paulhan e Jules Superville, publicou os seus escritos em publicações de vanguarda, tais como Commerce e Bifur. Quando, em 1926, os seus poemas foram publicados na revista Nouvelle Revue Françoise, um leitor queixou-se que não eram literatura.
Entre 1937 e 1939, Michaux editou a revista mística Hermès. Em 1937 realizou-se a primeira exposição da sua pintura. Como um escritor, adquiriu fama nos anos 40. A sua obra interessou, entre outros, André Gide e Lawrence Durrell, cujo livro sobre Michaux foi publicado em 1990. Também travou amizade com o poeta mexicano Octavio Paz, a quem ofereceu uma antologia de poemas de Kabir quando este foi transferido a Índia.
Para além dos textos especificamente poéticos, redige cadernos de viagens reais (Ecuador em 1929, Um Bárbaro na Ásia em 1933) ou imaginárias (Ailleurs em 1948, entre outros), récitas das suas experiências com drogas, nomeadamente a mescalina (Misérable miracle em 1956, Connaissance par les gouffres em 1961,…), recolhas de aforismos e reflexões (Passages em 1950, Poteaux d'angle em 1971…), etc. Embora as suas obras mais importantes estejam publicadas pela Gallimard, diversas pequenas antologias, por vezes ilustradas com os seus desenhos, foram publicadas em tiragens negligíveis por pequenos editores.
Durante a Segunda Guerra Mundial, Michaux fugiu para o sul de França para escapar à ocupação alemã do país. Em 1948 apareceu Encore de Nous Deux, que descrevia a vida de Michaux com Marie Louise Ferdiere, com quem se casara em 1943. Após a morte desta num incêndio em 1948, Michaux concentrou-se na sua pintura e na escrita de relatos das suas experiências com drogas – aos cinquenta e sete anos de idade tinha começado usar mescalina, uma droga que altera a percepção do tempo e cria alucinação visuais. Nos anos 60 Michaux igualmente fez um filme sobre o haxixe e a mescalina. Quando o filme foi mostrado na "Salle de Géographie", esta encontrava-se lotada. Michaux recebeu o prémio Einaudi em 1960 na Bienal de Veneza mas, cinco anos mais tarde, recusou aceitar o Grande Prémio de Letras francês - tinha-se tornado cidadão francês dez anos antes.

## Obras
- Les Rêves et la Jambe, 1923
- Fables des origines, Disque vert, 1923
- Qui je fus, 1927
- Mes propriétés, Fourcade, 1929
- La Jetée, 1929
- Ecuador, 1929
- Un certain Plume, Editions du Carrefour, 1930
- Un barbare en Asie, 1933
- La nuit remue, 1935
- Voyage en Grande Garabagne, 1936
- La Ralentie, 1937
- Lointain Intérieur, 1938
- Plume, 1938
- Peintures. GLM, 1939
- Au pays de la Magie, 1941
- Arbres des tropiques, 1942
- L'Espace du dedans, 1944
- Épreuves, Exorcismes, 1940-1944
- Ici, Poddema, 1946
- Peintures et dessins. Le point du jour, 1946
- Meidosems. Le point du jour, 1948.
- Ailleurs, 1948
- Nous deux encore.[1]. Lambert, 1948
- La Vie dans les plis, 1949
- Poésie pour pouvoir. Drouin, 1949
- Passages, 1950
- Mouvements, 1952
- Face aux verrous, 1954
- L'Infini turbulent, 1957
- Paix dans les brisements, 1959
- Connaissance par les gouffres, 1961
- Vents et Poussières, 1962
- Postface à Plume et Lointain intérieur (« On est né de trop de mère... ») 1963
- Désagrégation, 1965
- Les Grandes Épreuves de l'esprit et les innombrables petites, 1966
- Façons d'endormi, façons d'éveillé, 1969
- Poteaux d'angle, 1971
- Misérable Miracle (La mescaline), 1972
- En rêvant à partir de peintures énigmatiques, 1972
- Émergences, Résurgences, 1972
- Bras cassé, 1973
- Moments, traversées du temps, 1973
- Quand tombent les toits, 1973
- Par la voie des rythmes, 1974
- Idéogrammes en Chine, 1975
- Coups d'arrêt, 1975
- Face à ce qui se dérobe, 1976
- Les Ravagés, 1976
- Jours de silence, 1978
- Saisir, 1979
- Une voie pour l'insubordination, 1980
- Affrontements, 1981
- Chemins recherchés, chemins perdus, transgressions, 1982
- Les Commencements, 1983
- Le Jardin exalté, 1983
- Par surprise, 1983
- Par des traits, 1984
- Déplacements, Dégagements, 1985 (póstumo)
- Rencontres (avec Paolo Marinotti), 1991(póstumo)
- Jeux d'encre. Trajet Zao Wou-Ki, 1993 (póstumo)
- En songeant à l'avenir, 1994 (póstumo)
- J'excuserais une assemblée anonyme..., 1994 (póstumo)
- À distance, 1996 (póstumo)